# 시스코 히메네스
프란시스코 히메네스 테헤다(Francisco Jiménez Tejada, 1986년 6월 26일 ~ )는 시스코(Xisco)로 잘 알려진 스페인의 축구 선수이다. 현재 우루과이 프리메라 디비시온의 페냐롤에서 스트라이커로 뛰고 있다.

## 수상 경력
데포르티보 라코루냐
- 세군다 디비시온: 2011-12